# Вилла Ланте

Перспектива регулярной части парка виллы Ланте в Банья

Вилла Ланте (итал. Villa Lante) — классический образец регулярного «террасного итальянского сада» периода маньеризма. Вилла расположена в местечке Банья (Bagnaia) в 5 км от Витербо (Лацио). Построена в 1564—1570 годах по проекту архитектора Джакомо Бароцио да Виньола.

## История
Виллу начали строить в 1550-х годах члены семьи дель Монте, родственники папы Юлия III, продолжали в 1560-е годы, когда этой местностью владел папский наместник Витербо — кардинал Джанфранческо Гамбара. Автор проекта в точности неизвестен, предположительно — Джакомо да Виньола. Гамбара умер в 1587 году, и его сменил юный племянник папы Сикста V — кардинал Алессандро Перетти ди Монтальто. При нём строительство виллы продолжили.
В XVII веке виллу в Банья приобрёл герцог Бомарцо из рода Ланте — Ипполито Ланте Монтефельтро делла Ровере, который дал ей своё имя. Он завершил формирование ансамбля, украсив один из павильонов фреской «Аллегория Войны и Мира» работы Пьетро да Кортона. Перспективный план 1609 года показывает парковую зону с дорожками, прудами и видами на обелиски, а также лабиринт, который не сохранился. В 1656 году вилла перешла к семье герцога Ипполито Ланте, в собственности которой она оставалась на протяжении многих поколений. Представители рода Ланте сохраняли владение виллой ещё в XIX веке. Во время Второй мировой войны в 1944 году сады виллы пострадали от бомбардировки союзников.
В конце XX века виллу приобрел доктор Анджело Кантони, выполнивший реставрационные работы. С декабря 2014 года вилла, принадлежащая Итальянской Республике, находится в ведении «Музейного центра Лацио» (Polo Museale del Lazio).

## Композиция виллы

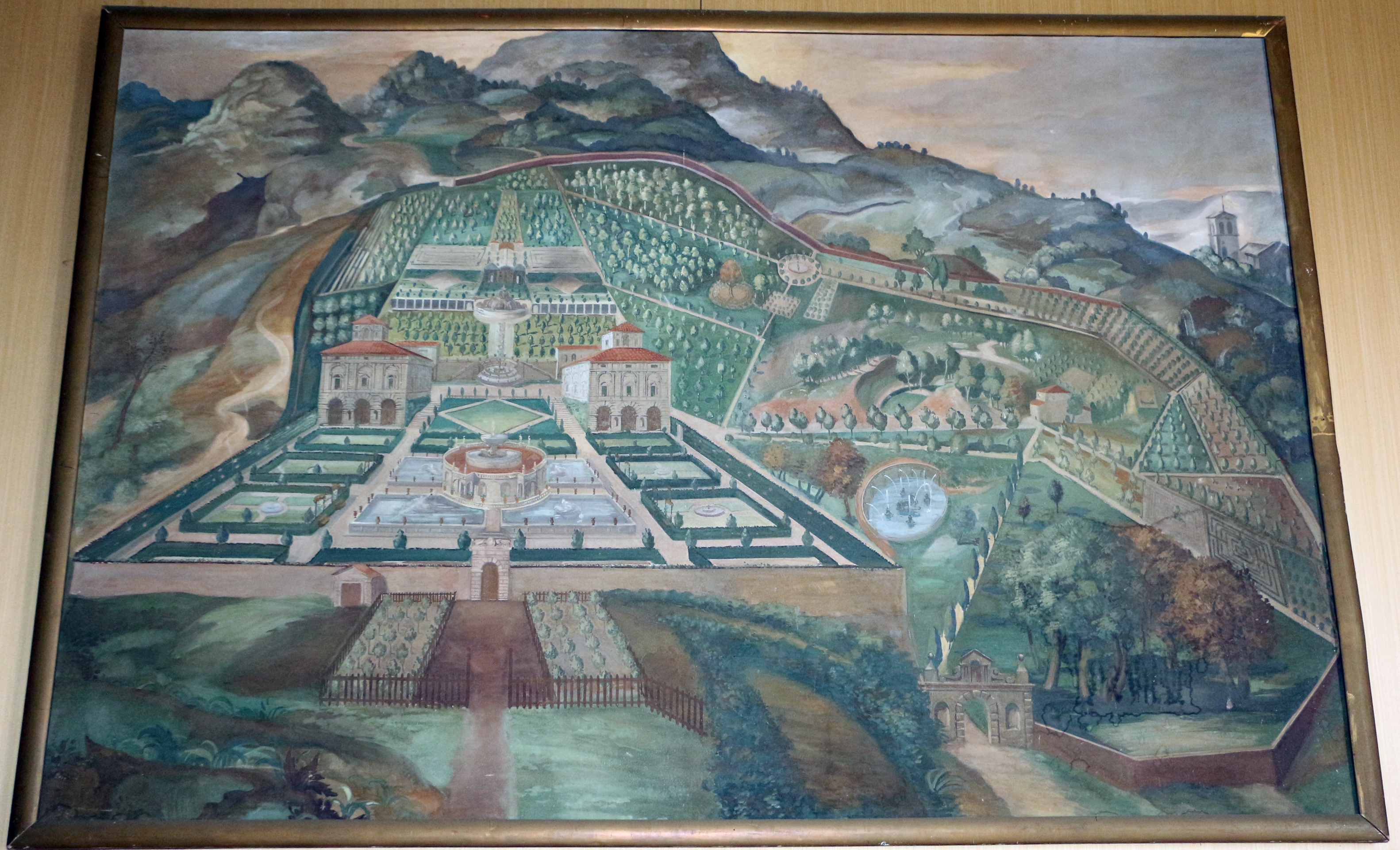
Перспективный вид виллы Ланте в Банья

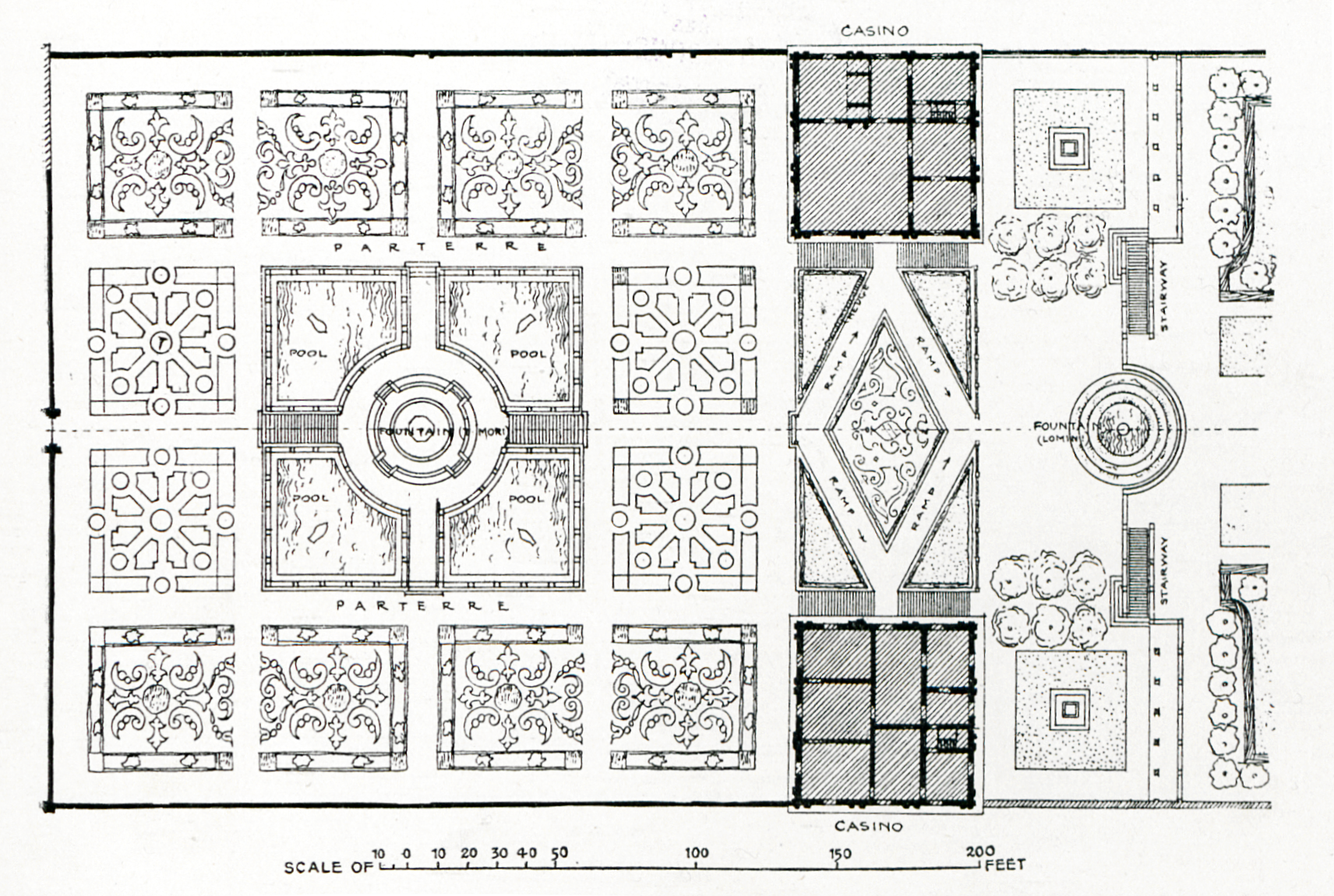
План виллы. 1913 г.

Вилла Ланте расположена на холме, она состоит из двух симметричных казино (домиков), почти идентичных, но построенных разными владельцами за период, разделённый тридцатью годами. Каждое квадратное в плане здание имеет цокольный рустованный этаж с лоджиями (ныне застеклёнными, поэтому выглядящими арочными окнами). Выше располагается "благородный этаж (piano nobile). Каждый фасад «благородного этажа» имеет всего по три окна, разделённых пилястрами. Четырёхскатные крыши увенчаны квадратными в плане «фонарями».
Фигурно подстриженые кустарники образуют подобие лабиринтов. Вместе с фонтанами они создают «зелёные кабинеты» — относительно замкнутые пространства, которые соединяются «коридорами». Вилла Ланте прославлена своими каскадами и «фонтанами-шутихами», которые спроектировал инженер-гидравлик Томмазо Джинуччи (Tommaso Ginucci) из Сиены, бронзовыми статуями работы Джамболоньи. Вероятно, в обустройстве садов виллы принимал участие известный антиквар и архитектор Пирро Лигорио.
Центральная часть парка — партер, его главной особенностью является сложный фонтан в центре, образованный четырьмя бассейнами, разделёнными дорожками и парапетами, украшенными каменными «шишками» и вазонами. В центральной чаше находится скульптурная композиция «Фонтан мавров» (Fontana dei Mori) Джамболоньи (четыре фигуры мавров, в окружении двух львов поднимают «геральдическую гору» со звездой: герб семьи дель Монте.
На первой из восходящих террас, расположенной между двумя каменными лестницами, находится «Фонтан светильников» (Fontana delle lumini), круглый многоуровневый фонтан; на выступе каждого яруса меньшие фонтаны имитируют древнеримские масляные лампы, извергающие небольшие струи воды, которые на солнце кажутся пылающими.
На следующей (третьей) террасе находится большой и длинный каменный канал, по которому протекает вода для охлаждения вина. В конце террасы расположены большие скульптуры речных богов, обрамляющих фонтан. Всё устройство снабжает водой «Катена д’аква» (Catena d'acqua), или «Водная цепь»: «водяная забава» (gioco d’acqua), подобия которых можно увидеть и в других садах XVI века (таких как вилла Фарнезе и вилла д’Эсте в Тиволи). Далее находятся другие фонтаны и гроты, а также два небольших казино, называемых Домами муз, они обрамляют большой «Фонтан Всемирного потопа», завершающий главную перспективу сада. Стенам этих небольших зданий была придана шероховатая текстура, чтобы гармонировать с естественной грубой скалой Фонтана, а водоводы, установленные на карнизах (управляемые дистанционно), выпускают струи воды, чтобы завершить визуальный ансамбль, известный как «театр вод». Главные фасады этих небольших казино, как и их более крупные родственники на нижней террасе, имеют лоджии типа серлиана, сочлененные ионическими колоннами, что позволяет предположить, что они могли быть спроектированы Виньолой. На карнизах выгравировано имя кардинала Гамбары. Одно казино дает доступ к небольшому «секретному саду» из живых изгородей, скульптур и линией колонн, создающих атмосферу почти меланхоличного характера.
Посетивший в начале XX века Витербо русский историк искусства П. П. Муратов оставил следующий отзыв:

Главную роскошь виллы Ланте составляет вода. Она может поспорить за первенство в этом отношении с самой виллой д’Эсте. Растительность играет здесь второстепенную роль. Всё в замысле архитектора, даже расположение жилищ, подчинено фонтанам. С верхнего уровня вода бежит по длинному жёлобу, края которого изображают цепи. Она падает далее несколькими уступами в полукруглый бассейн. Лестницы, украшенные вазами, и площадки, огражденные балюстрадами, сопровождают её течение. На среднем уровне разбит строгий правильный сад, в котором симметрично поставлены два совершенно одинаковых павильона, служащие жилыми домами. Их разделяет новый фонтан — водяной шкаф, извергающий воду бесчисленными тонкими струйками. Нижний уровень почти весь занят огромным квадратным бассейном, среди которого поднимается над сложными балюстрадами главный фонтан виллы Ланте — фонтан четырёх бронзовых «мавров», совместным усилием поднявших высоко герб дель Монте… Дух Рима тонко круглит здесь бок каменной вазы, заставляет нежно шуметь воды фонтанов, раскидывает венцы пиний, питает стволы лавров, острит их твёрдые листья. На таких виллах, как вилла Ланте, чудесное существование Рима становится непреложной верой всей жизни

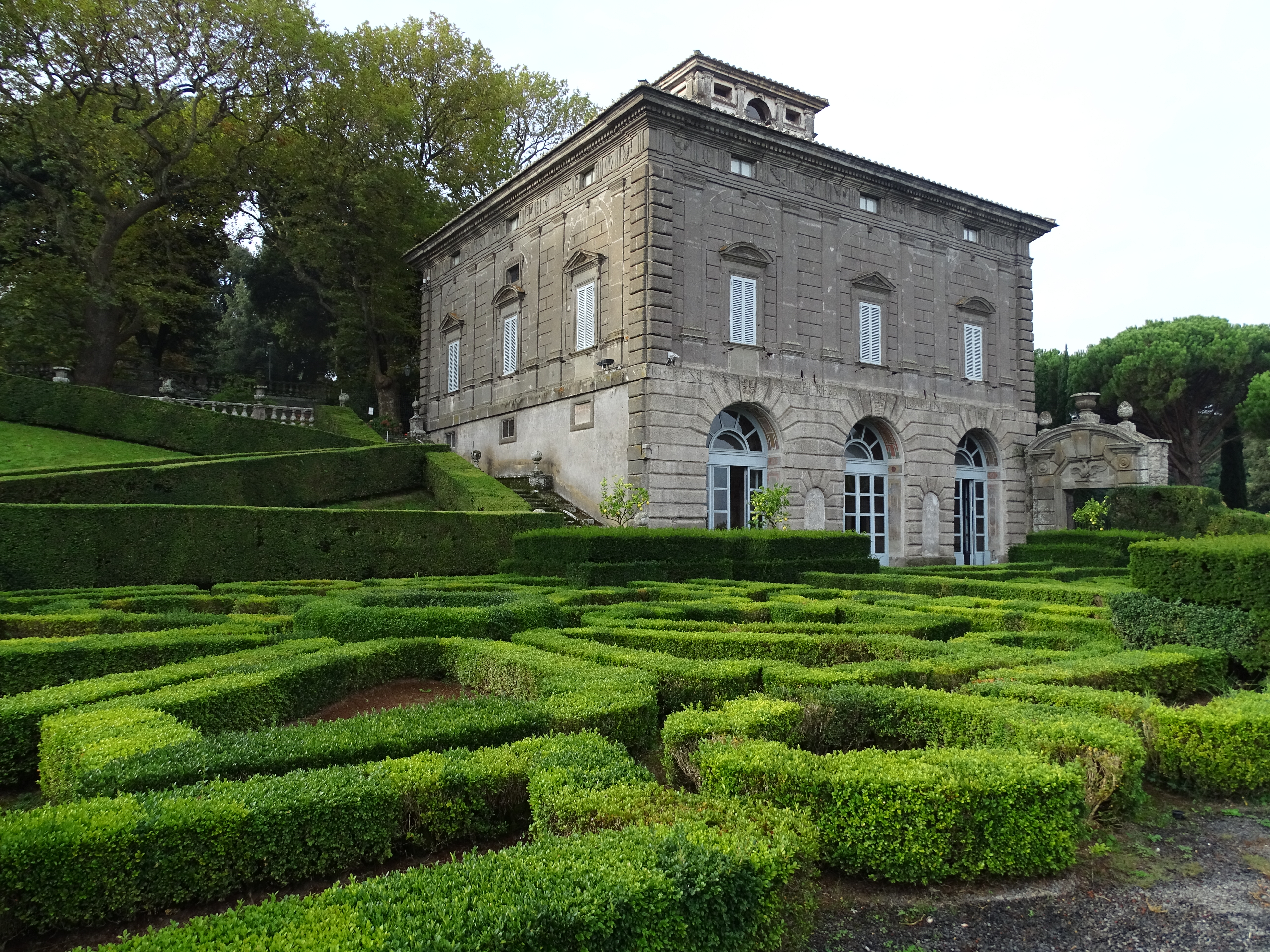
Казино и регулярная часть парка
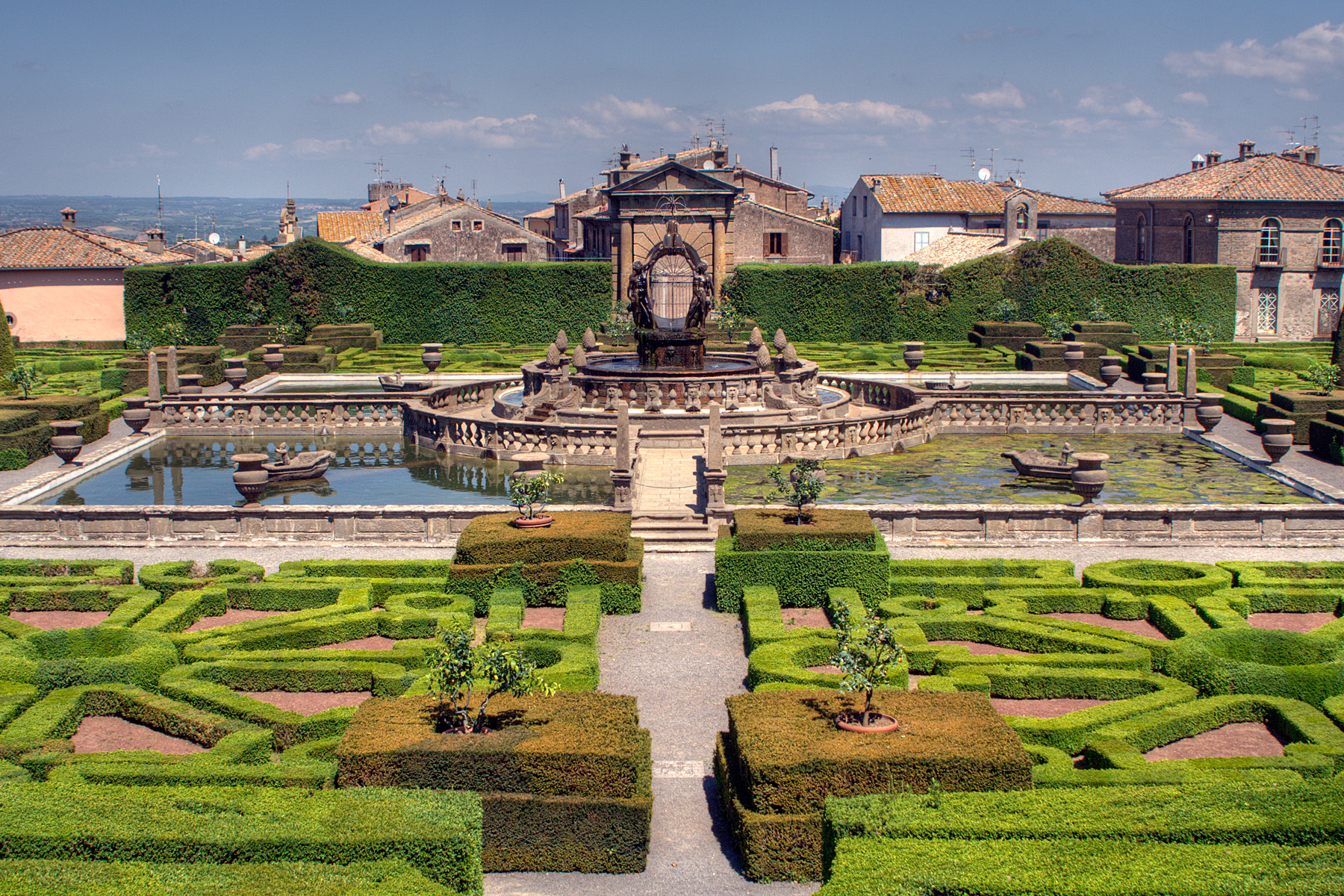
«Квадрат»
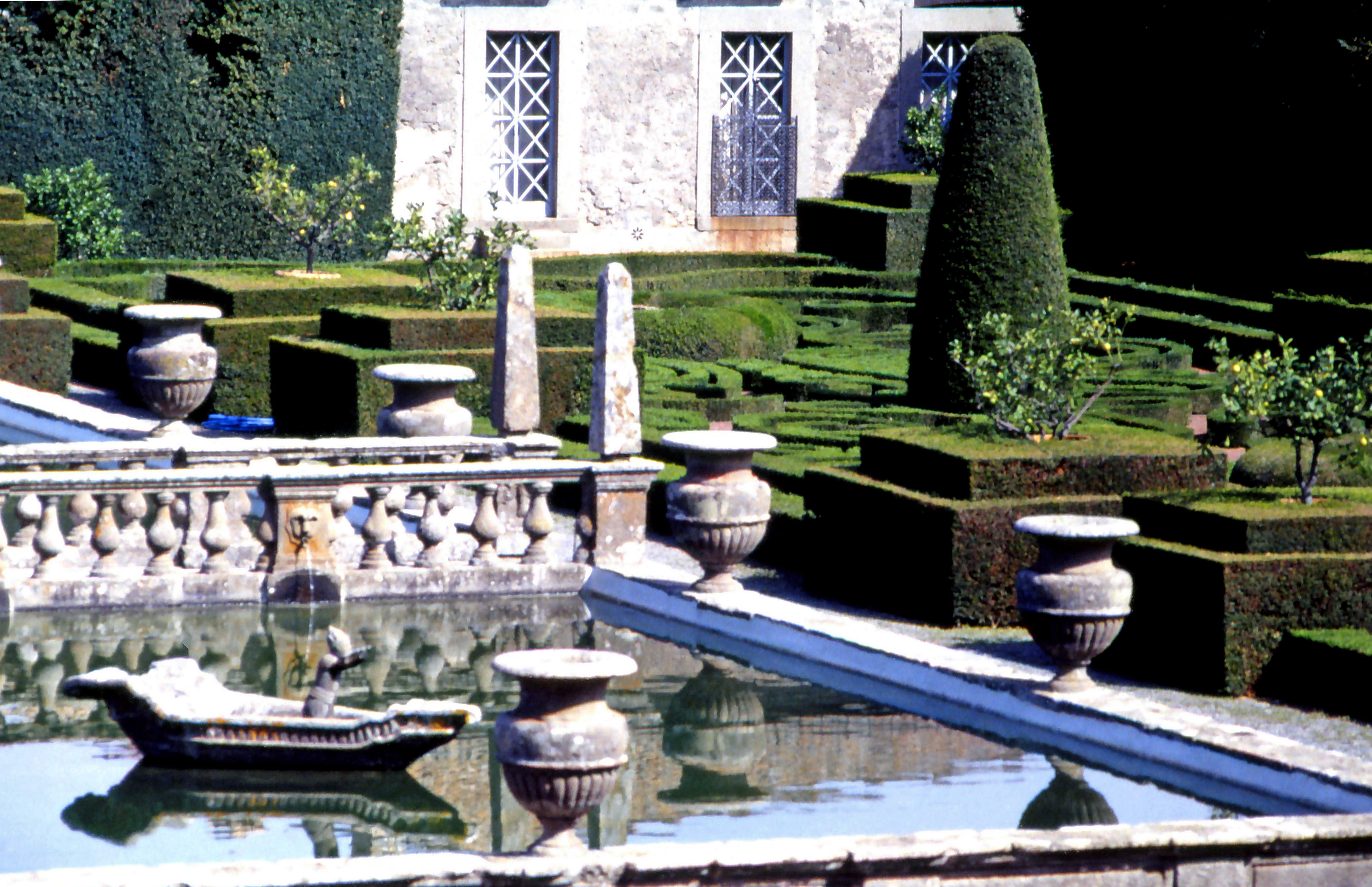
Часть бассейна «квадрата»
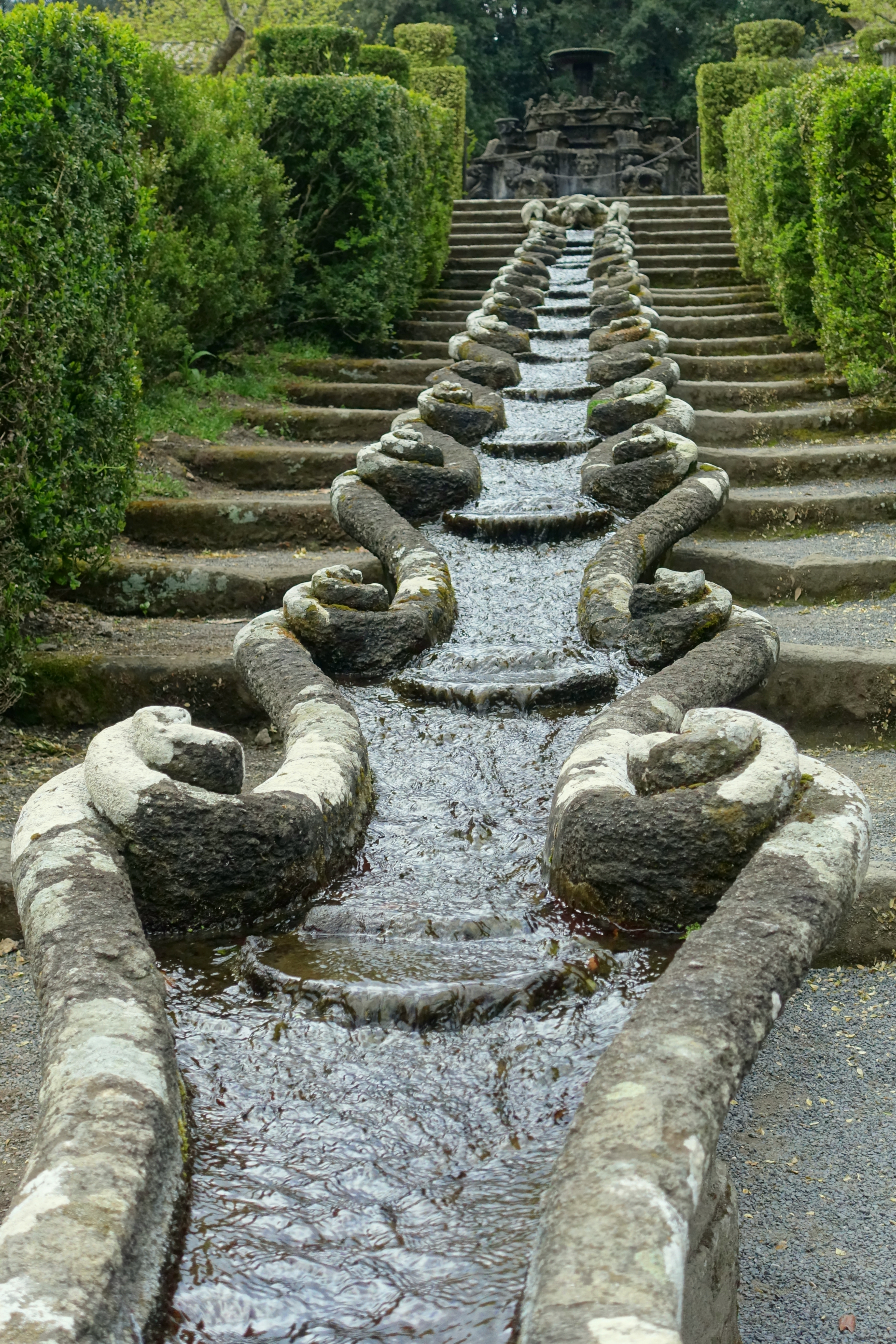
«Водная цепь»
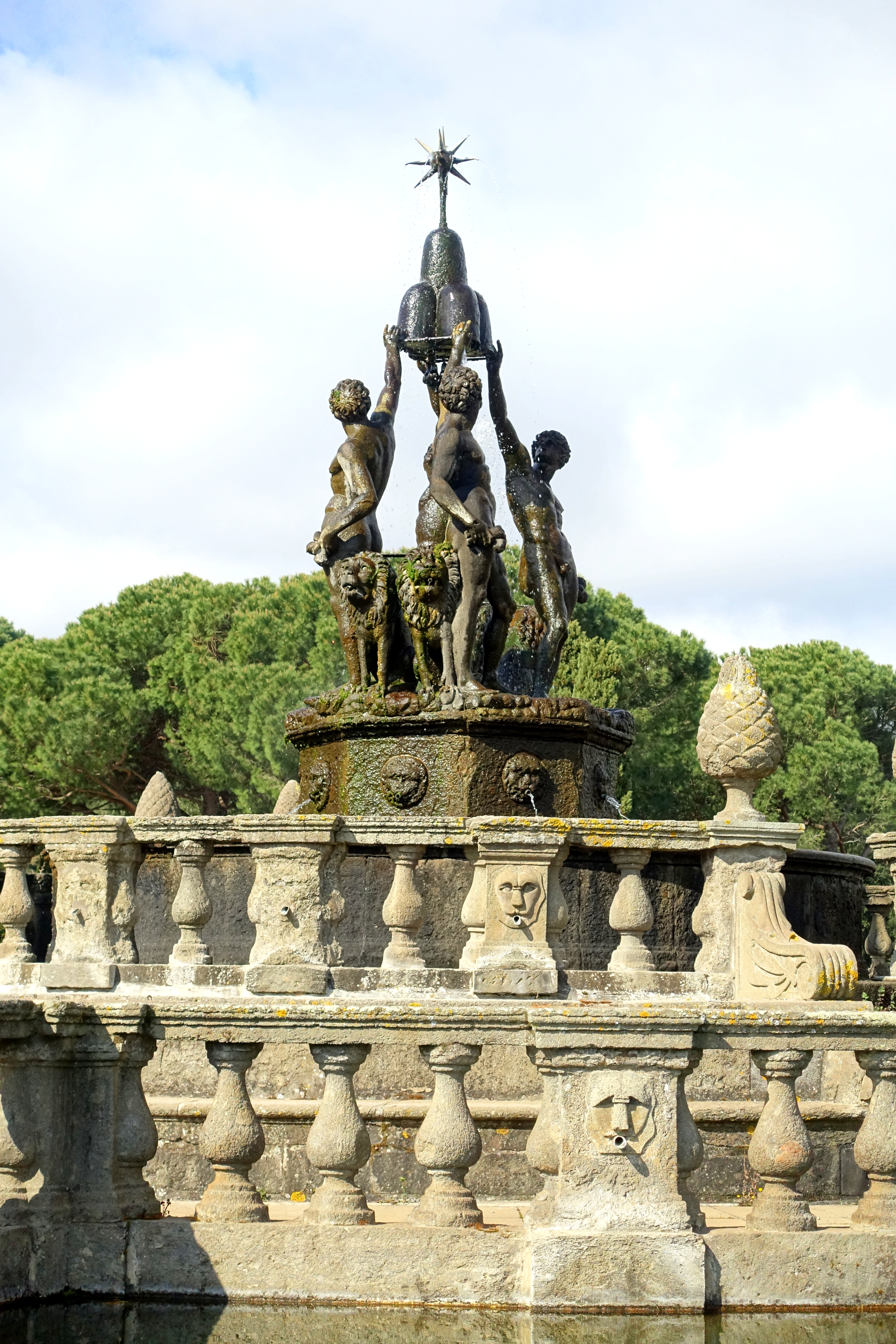
Фонтан мавров
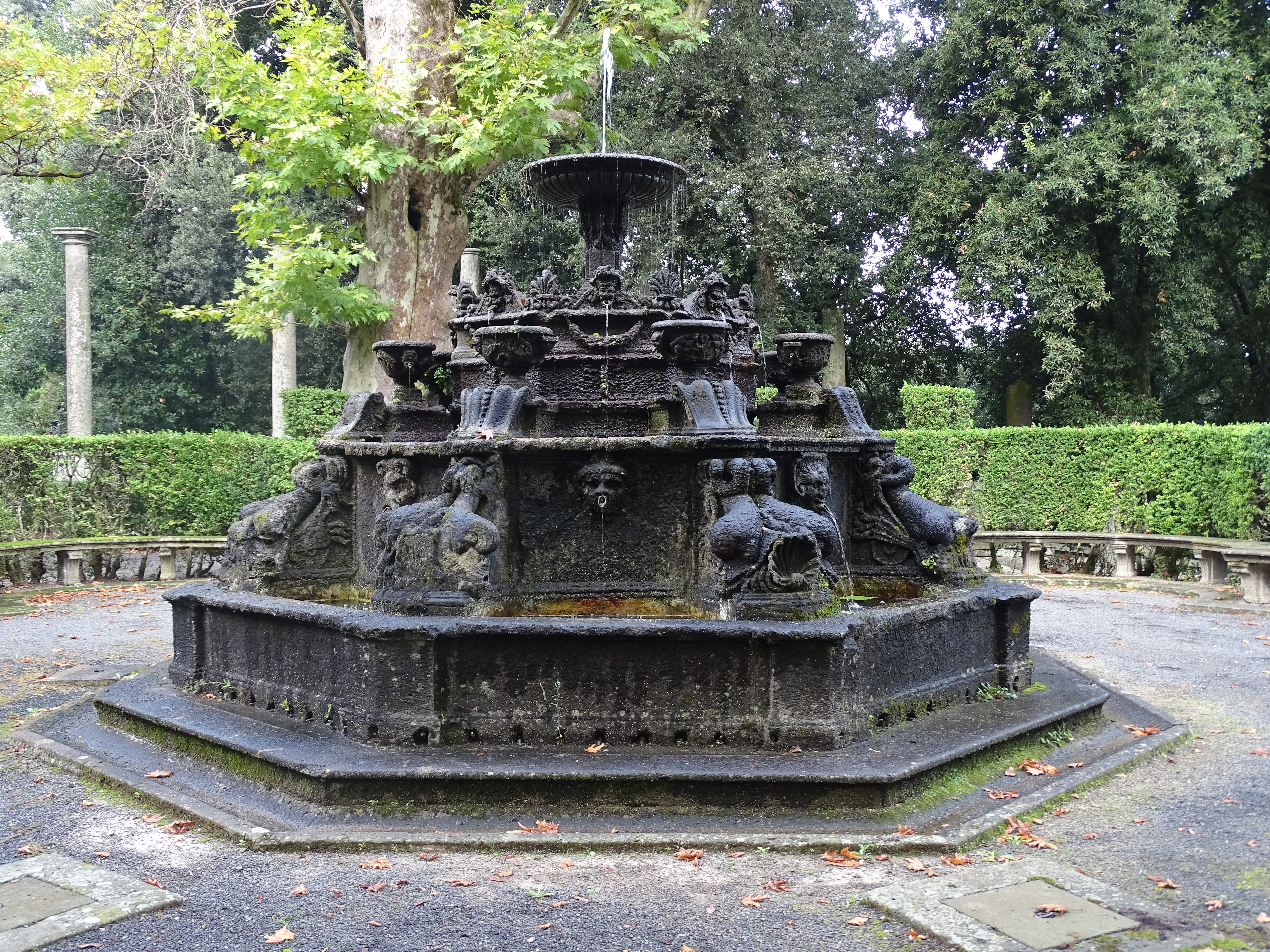
Фонтан дельфинов
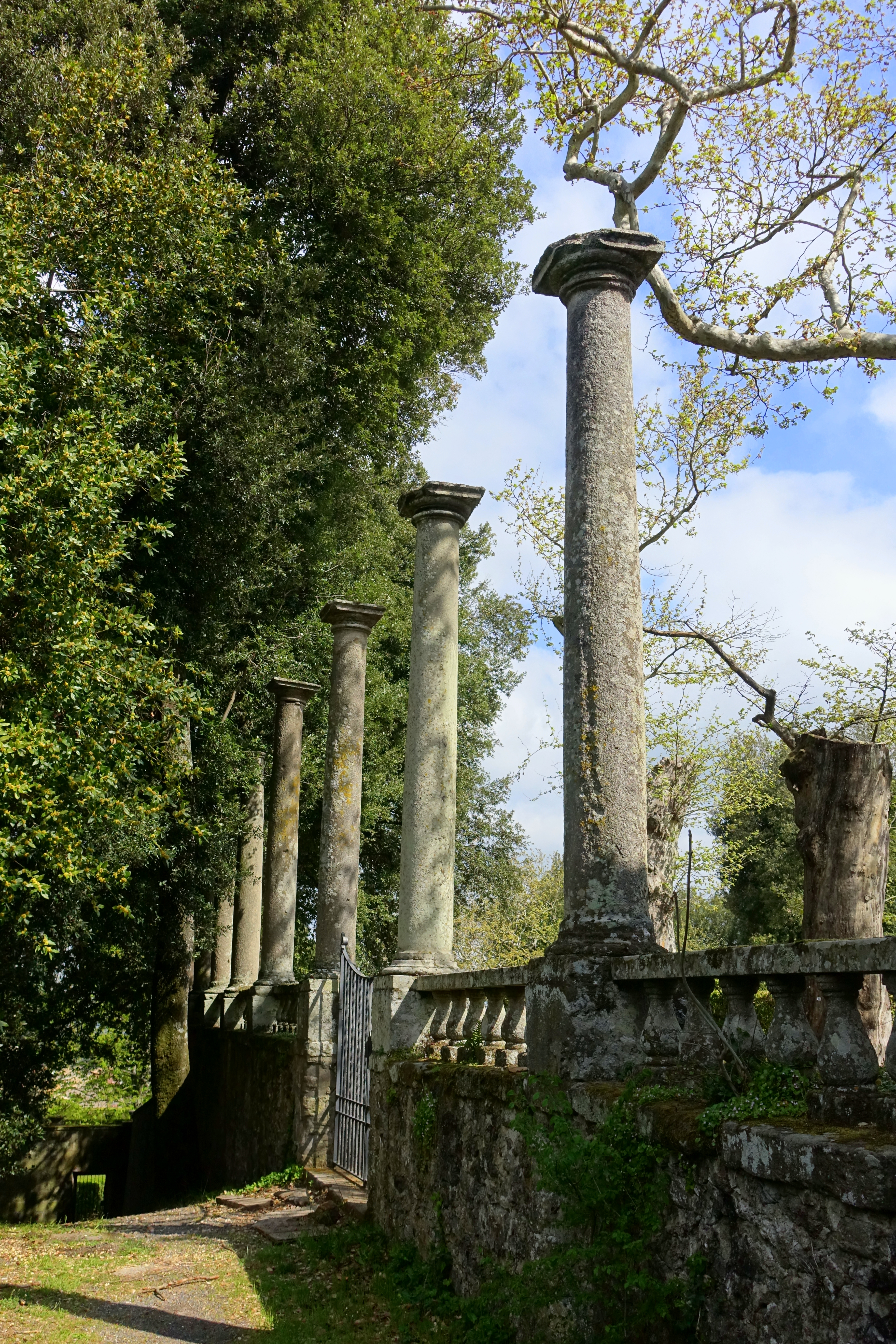
Ряд колонн «Боско» (Леса) виллы Ланте
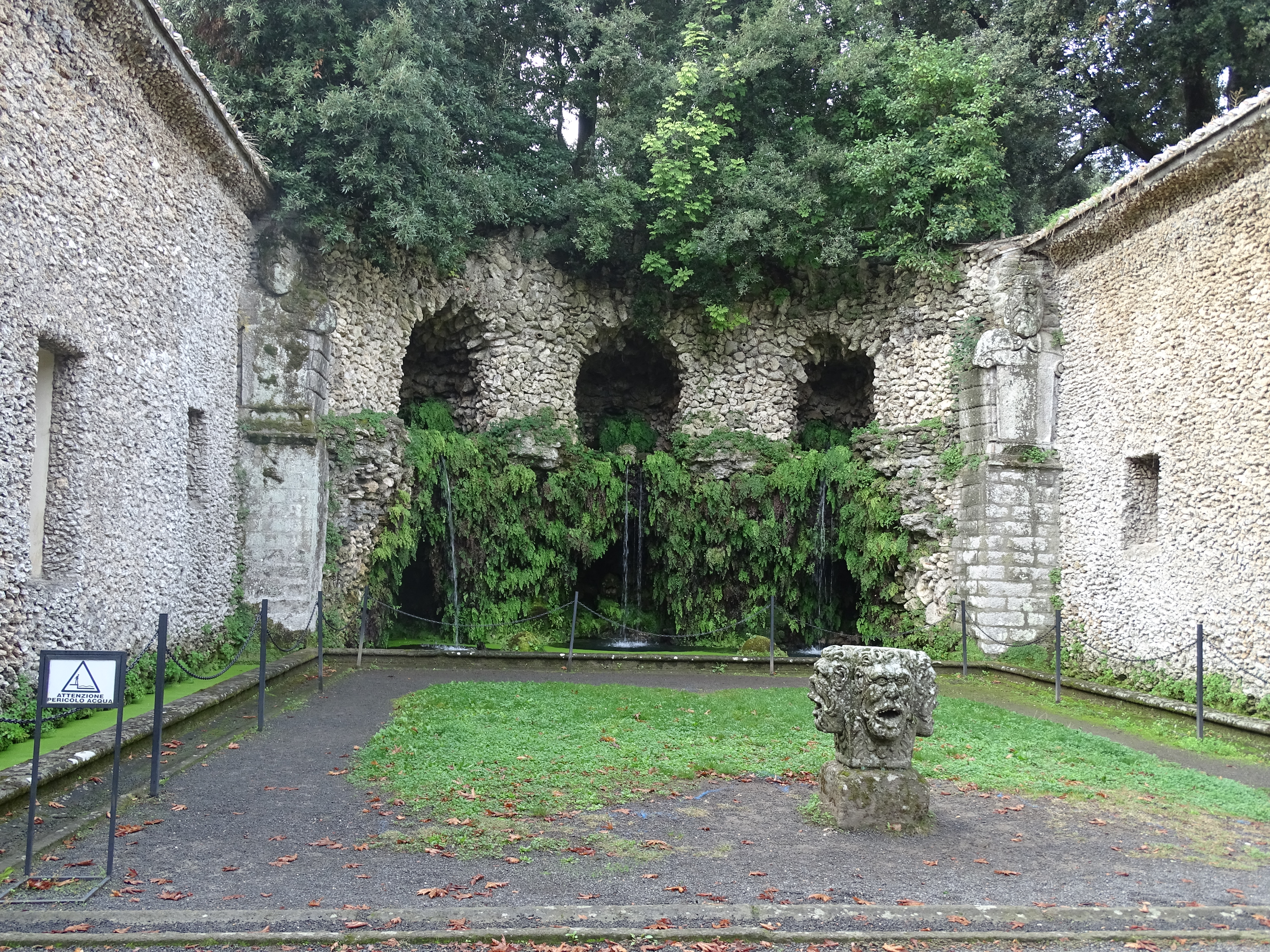
Грот
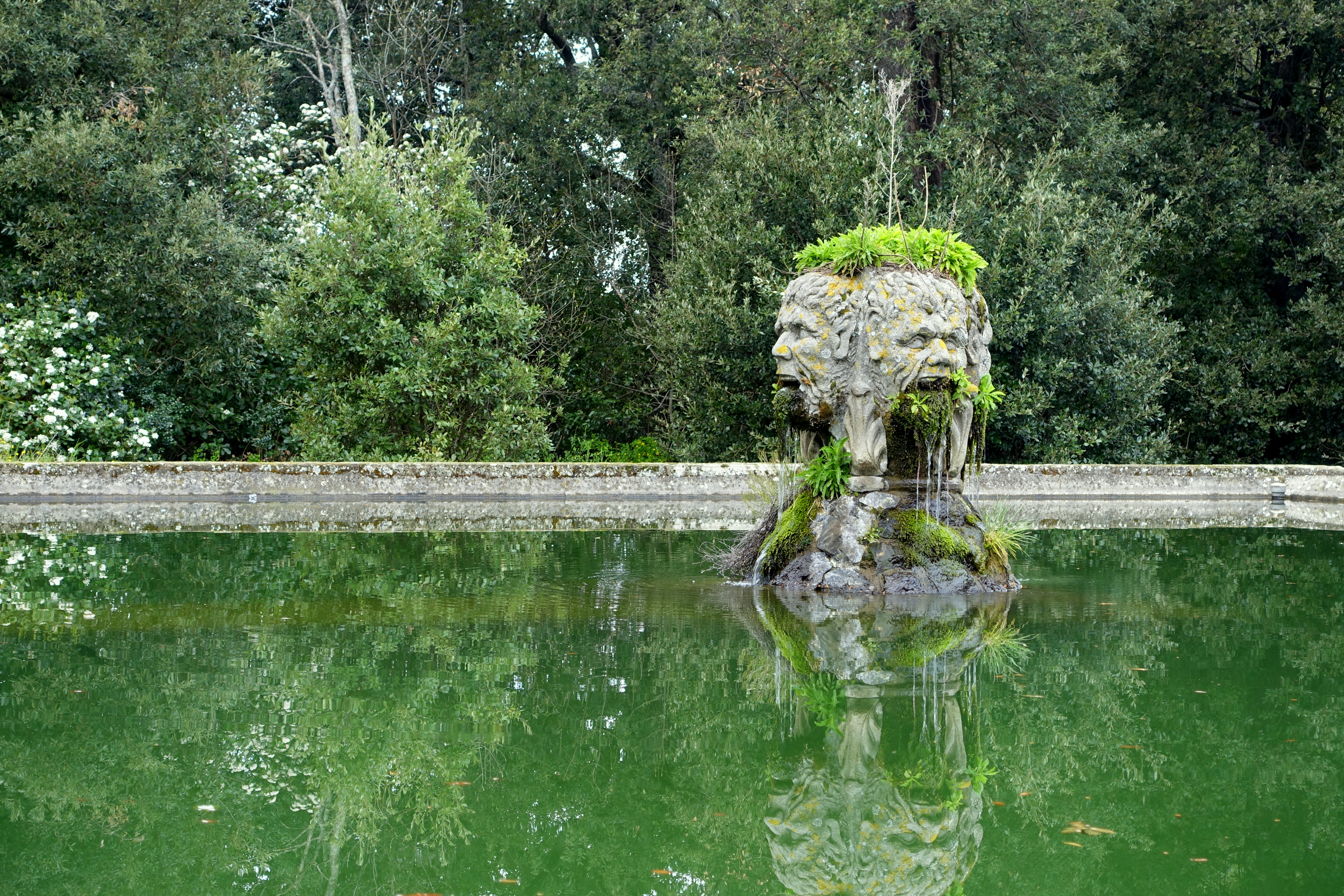
Бассейн
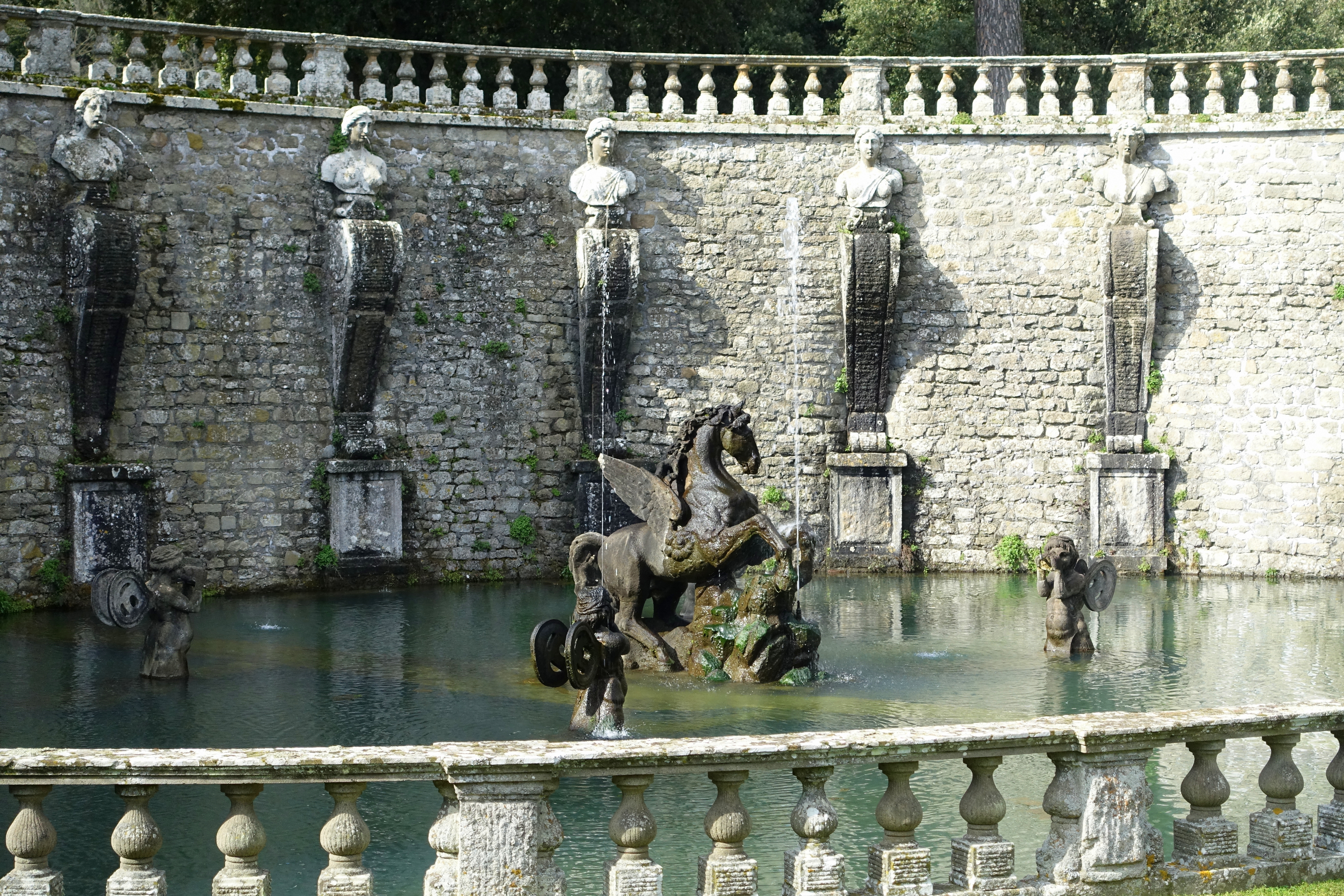
Фонтан Пегаса
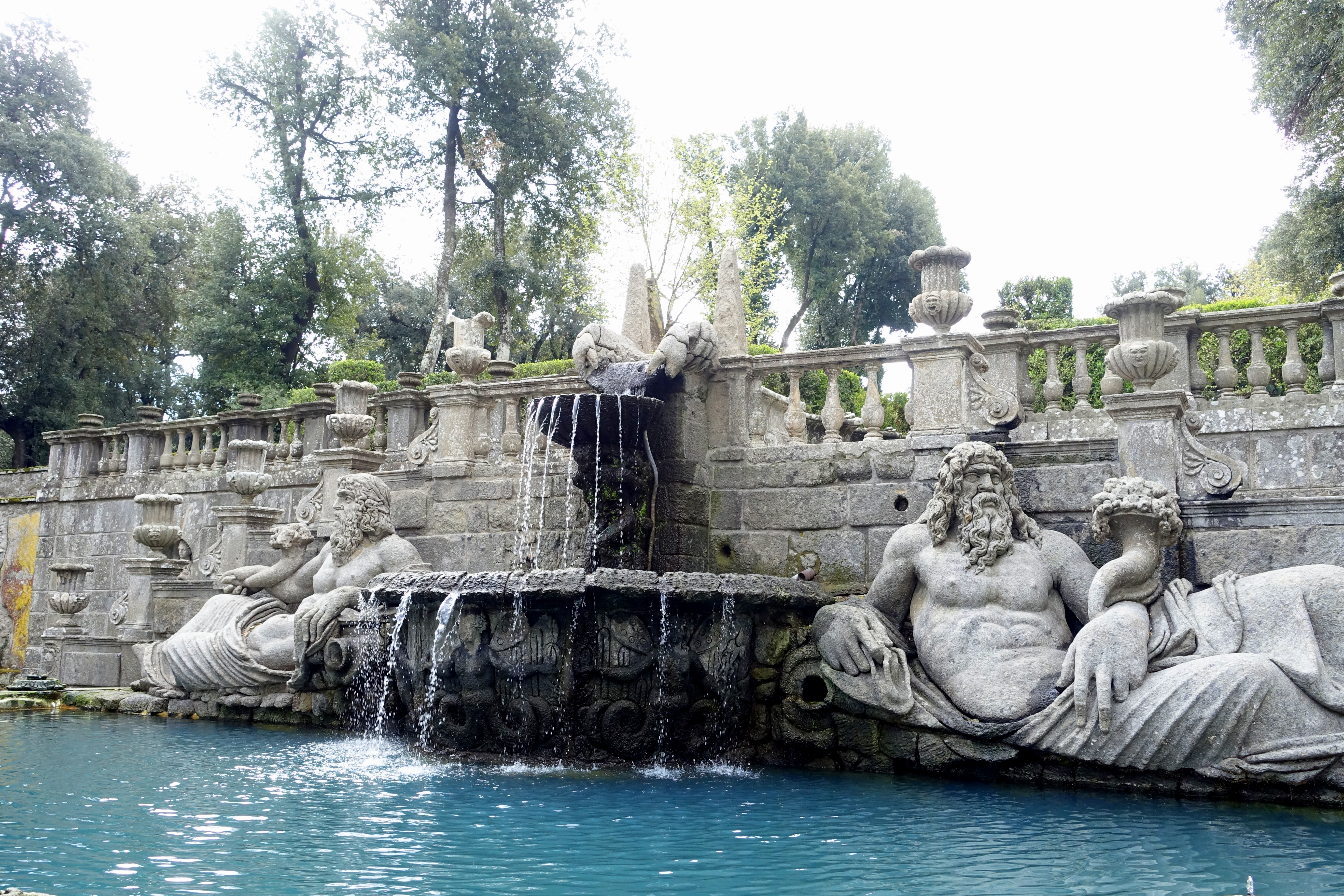
Фонтан «Речных богов»
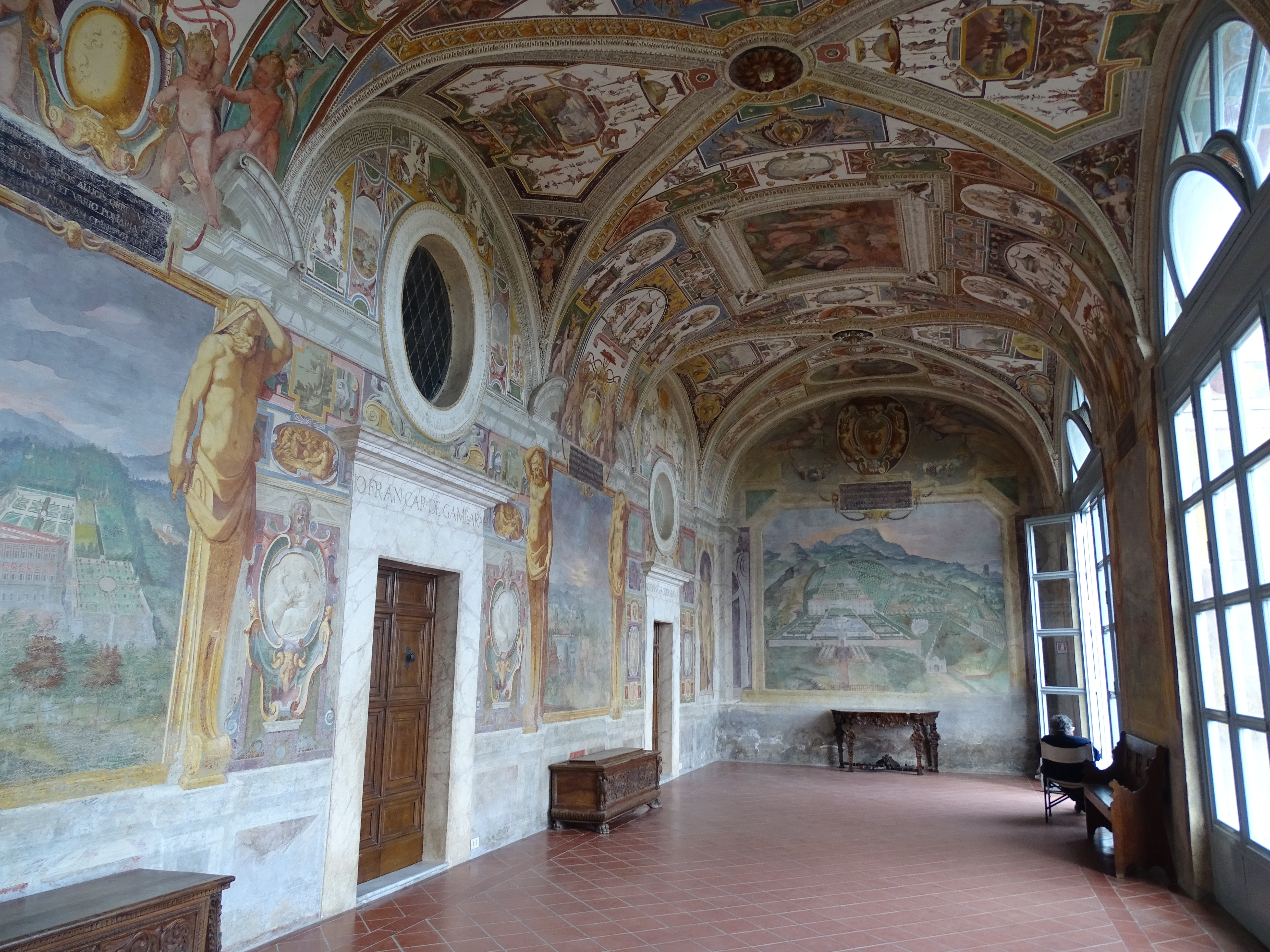
Лоджия Казино
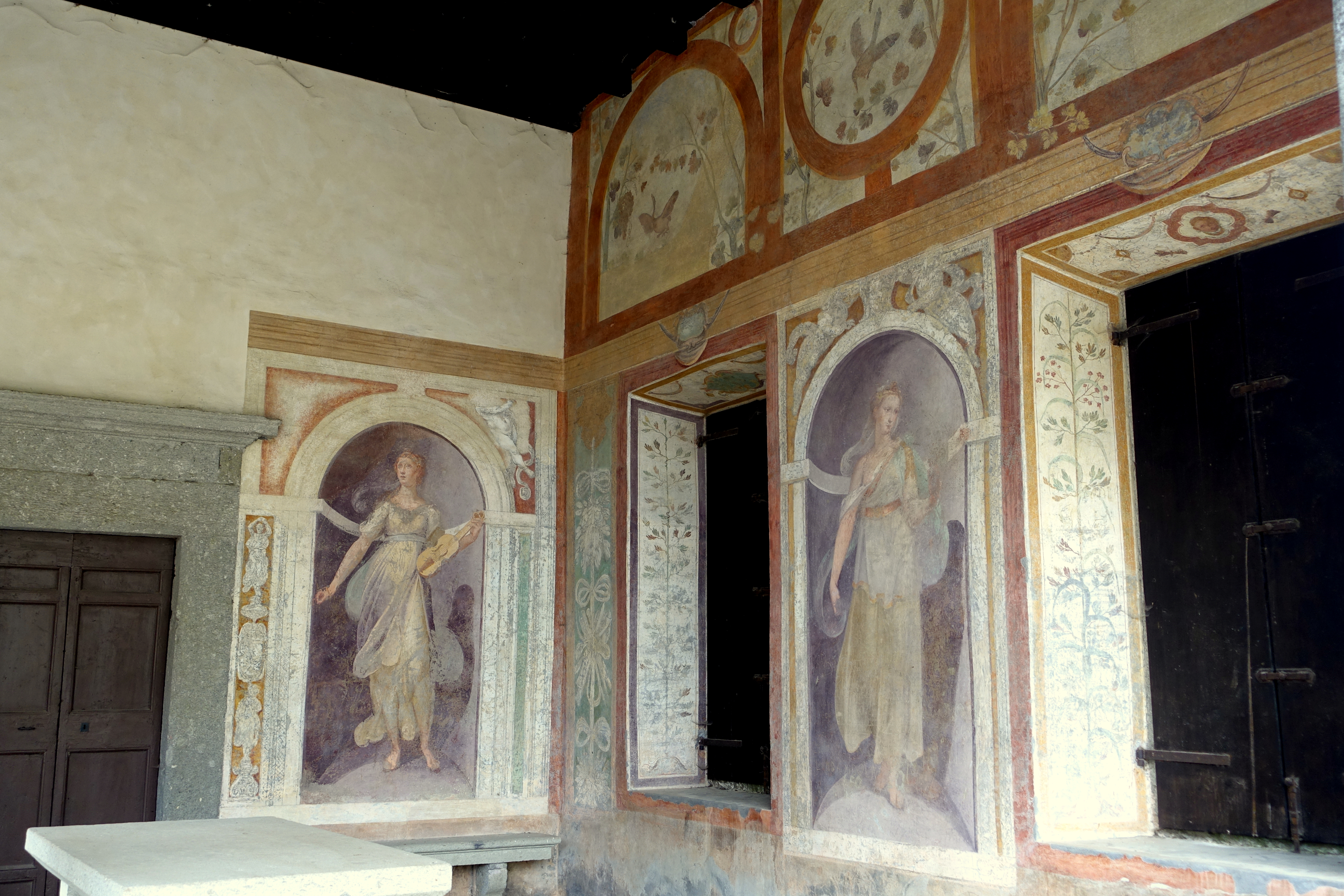
Интерьер «Дома муз»